# Henri Cukierman
Henri Cukierman (* 11. Februar 1944 in Nizza) ist ein französischer Geschäftsmann, der mit dem Prix ANDESE ausgezeichnet wurde und zudem Träger des Ritterkreuzes der Ehrenlegion, des Ordre national du Mérite sowie des Ordre du Mérite agricole ist. Er ist Bruder von Roger Cukierman, dem Präsidenten des CRIF, und Onkel von Édouard Cukierman (Go4Europe/China).

## Leben
Er wurde als Sohn der jüdischen Eheleute Max und Miriam Cukierman geboren, die zuvor vor Pétain in die italienische Zone um Nizza geflüchtet waren. Da die Eltern zur Entbindung in die Klinik mussten, wurde sein älterer Bruder Roger bei Nonnen versteckt, und seine Mutter befahl ihm zu sagen: „Wenn sie mich festhalten, dann kennst du mich nicht, gehst weg und sagst zu mir, „Auf Wiedersehen Madame““ («Si l'on m'arrête, tu ne me connais pas, tu files et tu dis „au revoir madame“»). Henri Cukierman absolvierte die École polytechnique. Zudem erwarb er den Doktortitel in Wirtschaftswissenschaften und einen MBA der Harvard University.
Von 1975 bis 1987 arbeitete er für die Bank Crédit Agricole. Henri Cukierman war von 1988 bis 1999 CEO der Compagnie parisienne de réescompte (Pariser Rediscountgesellschaft). Von 1996 bis 1999 war er Vorsitzender der Association française des sociétés d’investissement (französischer Verband der Kapitalanlagegesellschaften). Er war Direktor der Boursorama, der ersten Online-Bank in Frankreich. Er leitete die Gruppe Finanztransaktionen des Mouvement des entreprises de France (MEDEF).